# 氷の国のスイフティ 北極危機一髪!
『氷の国のスイフティ 北極危機一髪!』(原題：Arctic Dogs)は、2019年公開 カナダの3DCGアニメーション映画。本作は日本国内で劇場公開されなかったが、2020年7月22日にiTunesでの配信が始まる予定である。

## ストーリー
ホッキョクギツネのスイフティは、幼い頃からの極地の配達員・デュークの憧れで宅配サービスで働き、エリート配達員を目指していた。しかし、彼は自分の実力を知ろうと困難な宅配に挑む。

## 声の出演
| 役名                                   | 原語版                     | 日本語版     |
| -------------------------------------- | -------------------------- | ------------ |
| スイフティ(ホッキョクギツネ)           | ジェレミー・レナー         | 七海ひろき   |
| ジェイド(アカギツネ)                   | ハイディ・クルム           | 新田恵海     |
| PB(ホッキョクグマ)                     | アレック・ボールドウィン   | 真木駿一     |
| マグダ(カリブー)                       | アンジェリカ・ヒューストン | 浅井晴美     |
| オットー・ヴァン・ウォーラス(セイウチ) | ジョン・クリース           | 菊池康弘     |
| レオ(イタチ)                           | オマール・シー             | 高橋ちんねん |
| レミー(アホウドリ)                     | ジェームズ・フランコ       | 水野駿太郎   |
| デューク(シベリアン・ハスキー)         | マイケル・マドセン         | 西垣俊作     |
| ダコタ(イタチ)                         | ローリー・ホールデン       | 北村幸子     |

## 製作
2016年2月10日、アレック・ボールドウィン、アンジェリカ・ヒューストン、ジェームズ・フランコ、ハイディ・クルム、オマール・シー、ジョン・クリーズがAMBIメディア・グループ製作の新作アニメーション映画『Arctic Justice: Thunder Squad』に起用されたと報じられた。8月24日、ジェレミー・レナーがキャスト入りした。2019年10月24日、レナーが歌う劇中歌『Believer』がシングルとして発売された。11月1日、トランジション・ミュージック・コーポレーションが本作のサウンドトラックを発売した。

## マーケティング・興行収入
2019年9月26日、本作の劇中写真が初めて公開されたが、この時点で、本作のタイトルが『Arctic Justice: Thunder Squad』から『Arctic Dogs』に変更されていた。同日、本作のオフィシャル・トレイラーも公開された。
本作は『マザーレス・ブルックリン』、『ハリエット』、『ターミネーター:ニュー・フェイト』と同じ週に封切られ、公開初週末に500万ドル前後を稼ぎ出すと予想されていたが、実際の数字はそれを下回るものとなった。2019年11月1日、本作は全米2844館で公開され、公開初週末に290万ドルを稼ぎ出し、週末興行収入ランキング初登場10位となった。

## 評価
本作は批評家から酷評されている。映画批評集積サイトのRotten Tomatoesには16件のレビューがあり、批評家支持率は13%、平均点は10点満点で3.09点となっている。また、Metacriticには4件のレビューがあり、加重平均値は28/100となっている。なお、本作のCinemaScoreはB-となっている。